# Македонски ученически съюз
Македонският ученически съюз (МУС) е конспиративна културно-просветна младежка организация, създадена на 23 и 24 март 1936 година в Борисовата градина, София, от ученици от Първа, Втора и Трета мъжка гимназия. Целта на организацията е чрез културно-просветна дейност да подготви почва за възстановяване на закрития Македонски младежки съюз.
През юни 1936 година е проведена нелегална конференция, приети са устав, отличителни белези за рапознаване, териториално деление на структурите и състав на Централното ръководство. В него влизат Борис Ризов (главен войвода), Ал. Куртев (заместник войвода), Ив. Иванов (касиер), Ал. Иванов (идеен подготвител), Хр. Томов и Д. Батаклиев. Част от дейците на съюза са арестувани след разкриването на ВМРО „Владо Черноземски“ от властите.
През 1938 година МУС провежда нелегален конгрес в Пловдив, на който се приема да се възстанови нелегално Македонският младежки съюз, а МУС да стане негова секция. През септември 1939 година МУС разпространява позиви, в които се противопоставя на Ньойския договор, но след началото на Втората световна война дейността му замира.